# César Pierre Pestalozzi
César Pierre comte de Pestalozzi, né le 14 janvier 1753, mort le 10 janvier 1795 à Buren (Principauté épiscopale de Paderborn), est un général de brigade de la Révolution française.

## États de service
Il entre en service le 5 juillet 1767, comme sous-lieutenant des lanciers, dans le régiment de Schomberg dragons, avec rang de capitaine le 25 avril 1772. le 5 mai suivant il est capitaine titulaire, et le 17 juin 1776, il passe capitaine en second. Il reçoit son brevet de capitaine commandant le 5 avril 1780, et celui de major le 4 juin de la même année.
Le 1er août 1784, il passe mestre de camp en second du régiment de hussards de Lauzun, et il prend le commandement du 5e régiment de hussards le 7 octobre 1787. Il est titulaire de la croix de chevalier de Saint-Louis le 4 janvier 1786.
Il est promu maréchal de camp le 6 février 1792, et il démissionne le 7 mai suivant. Il quitte la France, pour rejoindre l’armée des émigrés, où il devient lieutenant-colonel du régiment de Choiseul-hussards.
Il est tué au combat de Buren, le 10 janvier 1795, dans les armées anglaises.

## Sources
- (en) « Generals Who Served in the French Army during the Period 1789 - 1814: Eberle to Exelmans »
- Histoire du 5e Hussards
- Georges Six, Dictionnaire biographique des généraux & amiraux français de la Révolution et de l'Empire (1792-1814), Paris : Librairie G. Saffroy, 1934, 2 vol., p. 303